# ألان ويس
الآن ويس (21 أغسطس 1990 سويسرا -) هو لاعب كرة قدم سويسري، يلعب كلاعب وسط، شارك في الألعاب الأولمبية الصيفية 2012.

## وصلات خارجية
ألان ويس على موقع قاعدة بيانات كرة القدم.إي يو (الإنجليزية)
- ألان ويس على موقع ناشيونال فوتبول تيمز (الإنجليزية)
- ألان ويس على موقع Soccerway.com (الإنجليزية)
- ألان ويس على موقع عالم كرة القدم.نت (الإنجليزية)
- ألان ويس على موقع أوليمبيديا (الإنجليزية)